# Knema furfuracea
Knema furfuracea är en tvåhjärtbladig växtart som först beskrevs av Joseph Dalton Hooker och Thomson, och fick sitt nu gällande namn av Otto Warburg. Knema furfuracea ingår i släktet Knema och familjen Myristicaceae. Inga underarter finns listade i Catalogue of Life.